# Посмертна фотографія

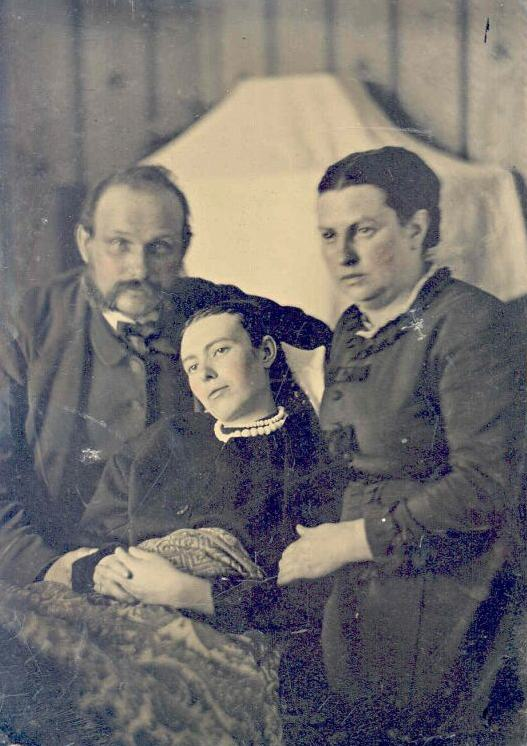
Батьки з покійною дочкою

Посмертна фотографія (англ. Post-mortem photography) — жанр фотографії, що виник у середині XIX століття внаслідок винайдення та запуску у широкий вжиток дагеротипа. Робити знімки стало дешевше, тому фото почали мати більший попит.

## Особливості
Портрети, як правило, зображали померлого з усіма елементами живої людини. Його гримували, а іноді навіть відкривали очі. Покійного оточували рідні: немовлят мама й тато, дітей старшого віку брати і сестри. Часто можна навіть не помітити, що на портреті зображена мертва людина. Щоб якось позначити це, художники використовували певні символи: перевернута троянда, годинник, стрілки на якому вказували на час смерті. Іноді на фото позаду можна помітити труну. Покійному могли дати в руки книгу, посадити на стілець, немовлят фотографували в колисках або на руках батьків, дітей з іграшками. Іноді на закритих повіках малювали очі. Посмертна фотографія, як правило, зображувала дітей чи молодих людей і майже ніколи старих.

## Історія
Посмертна фотографія — логічне відображення посмертних масок та скульптур, що виготовлялися до винайдення фото. XVIII—XIX століття у Європі характеризується величезною смертністю, у тому числі і дитячою. Це призвело до масового замовлення дитячих фотографій в живописі.
Після смерті Джорджа Вашингтона в 1799 році, створюється багато зображень покійника як вияв трауру по людині, яку всі любили. Це призвело до створення нових похоронних традицій серед яких виділялася одна — обов'язковий портрет покійного. У студіях створюються спеціальні шаблони, куди можна вписати текст та вклеїти портрет померлого. Після того, як фото з'явилося у масовому вжитку, малюнки замінили фотографіями.
Перша половина XIX століття для Європи та Америки була добою високої смертності, особливо серед новонароджених. Як правило, дітей не відвозили до лікарні, вони помирали вдома. Близькість смерті спричинила повсякденне до неї ставлення. Створення посмертних фото було атрибутом згадування покійного, а не смутку за ним. Подібні фото були комерційними. Фотографи пропонували сфотографувати померлого для сімейного альбому, адже фото в ті часи могли робити лише професіонали. Оскільки ніхто зі звичайних людей не мав фотокамери, то посмертне фото могло виявитися єдиним знімком покійника.
З розвитком фотографії, що припав на другу половину XIX століття, шкіру покійників на фото можна було розфарбувати в природні кольори. Щоб зафіксувати покійника у вертикальному положені, використовували спеціальні кріплення. По фотографії було майже не помітно, що людина вже мертва.
Фото, зроблені пізніше, разюче відрізняються від посмертної фотографії XVIII — початку XIX століття. Вони стають формальнішими, просто документують смерть. Фотографи більше не намагаються створити ілюзію життя. Замість того документуються дизайн гробу, вінки, родичі померлого. Замість тихого домашнього похорону відбувається пишна церемонія, запрошуються спеціальні люди, які займаються похованням. Початок XX століття характеризують появою фотокамер у більшої кількості людей. Фото перестає бути лише професійним. Фотокарток стає більше і тому відпадає потреба фіксувати покійного, щоб отримати хоч якусь згадку. Фотографування померлого залишається тільки при похованні відомої особи.
Традиція робити і зберігати знімки post-mortem досі зберігається в деяких країнах Світу та застосовується в соціальних мережах Інтернет.